# Naïma, Marocko
Naïma (arabiska: النعيمة) är en stad i Marocko. Den ligger i prefekturen Oujda-Angad och regionen Oriental, 400 km öster om huvudstaden Rabat. Antalet invånare var 1 088 vid folkräkningen 2014.